# UFC Fight Night: Томпсон vs. Петтис
UFC Fight Night: Thompson vs. Pettis (также известно как UFC Fight Night 148 и UFC на ESPN + 6) — турнир по смешанным единоборствам, проведённый организаций Ultimate Fighting Championship 23 марта 2019 года на спортивной арене «Bridgestone Arena» в городе Нашвилл, штат Теннеси, США.
В главном бою вечера Энтони Петтис победил Стивена Томпсона нокаутом во втором раунде.

## Результаты турнира
| Бой п/п                      | Весовая категория         | Участники и результат боя | Участники и результат боя | Участники и результат боя | Способ победы                              | Раунд | Время | Прим.   |
| Основной кард (ESPN +)       |                           |                           |                           |                           |                                            |       |       |         |
| Бой 12                       | Полусредний вес           | Энтони Петтис (#8)*       | поб.                      | Стивен Томпсон (#3)       | Нокаут (удары руками)                      | 2     | 4:55  |         |
| Бой 11                       | Тяжёлый вес               | Кёртис Блейдс (#4)        | поб.                      | Джастин Уиллис (#10)      | Единогласное решение (30–27, 30–26, 30–25) | 3     | 5:00  |         |
| Бой 10                       | Лёгкий вес                | Джон Макдесси             | поб.                      | Хесус Пинедо              | Единогласное решение (30–27, 30–27, 29–28) | 3     | 5:00  |         |
| Бой 9                        | Наилегчайший вес          | Жусиер Формига (#1)       | поб.                      | Дейвисон Фигейреду (#4)   | Единогласное решение (30–27, 29–28, 29–28) | 3     | 5:00  |         |
| Бой 8                        | Промежуточный вес (148,5) | Луис Пенья                | поб.                      | Стивен Питерсон           | Единогласное решение (30–27, 30–27, 30–27) | 3     | 5:00  | [ * 1 ] |
| Бой 7                        | Жен. наилегчайший вес     | Мэйси Барбер              | поб.                      | Джей Джей Олдрич          | Технический нокаут (колени и удары руками) | 2     | 3:01  |         |
| Предварительные бои (ESPN +) |                           |                           |                           |                           |                                            |       |       |         |
| Бой 6                        | Полулёгкий вес            | Брайс Митчелл             | поб.                      | Бобби Моффетт             | Единогласное решение (29–28, 29–28, 29–28) | 3     | 5:00  |         |
| Бой 5                        | Легчайший вес             | Марлон Вера               | поб.                      | Фрэнки Саенс              | Технический нокаут (удары руками)          | 1     | 1:25  |         |
| Бой 4                        | Жен. наилегчайший вес     | Женнифер Майя             | поб.                      | Алексис Дэвис (#5)        | Единогласное решение (29–28, 29–28, 29–28) | 3     | 5:00  |         |
| Бой 3                        | Жен. минимальный вес      | Ранда Маркос (#15)        | поб.                      | Анджела Хилл              | Сдача, болевой приём (рычаг локтя)         | 1     | 4:24  |         |
| Бой 2                        | Легчайший вес             | Крис Гутьеррес            | поб.                      | Райан Макдональд (д)      | Единогласное решение (30–27, 30–27, 30–27) | 3     | 5:00  |         |
| Бой 1                        | Наилегчайший вес          | Джордан Эспиноза (д)      | поб.                      | Эрик Шелтон (#12)         | Единогласное решение (29–28, 30–27, 30–27) | 3     | 5:00  |         |

Комментарии
1. ↑  Пенья на взвешивании показал вес, на 2,5 фунта превышающий лимит для полулёгкой весовой категории, равный 146 фунтов. Пенья заплатил штраф в пользу соперника в размере 30% своего гонорара за бой. Бой прошёл в промежуточном весе.

## Награды
Следующие бойцы были удостоены денежного бонуса в $50,000:
- Лучший бой вечера: Брайс Митчелл vs. Бобби Моффетт
- Выступление вечера: Энтони Петтис и Ранда Маркос